# Gérard Dessertenne
Gérard Robert Dessertenne (* 16. Januar 1950 in Blanzy; † 18. August 2016 in Montceau-les-Mines) war ein französischer Radrennfahrer und nationaler Meister im Radsport.

## Sportliche Laufbahn
Dessertenne war Straßenradsportler. Er gewann 1978 die französische Meisterschaft im Straßenrennen der Amateure vor Christian Jourdan. Mit dem Radsport begann er im Verein UV Blanzy. Während seiner gesamten Laufbahn als Radrennfahrer blieb er Amateur.
Dessertenne gewann die Etappenrennen Tour de La Réunion 1977 und Circuit de Saône-et-Loire 1980. An Eintagesrennen gewann Dessertenne unter anderem den Grand Prix d’Issoire 1978. Im Circuit de Saône-et-Loire 1982 und 1985 holte er einen Etappensieg. Insgesamt feierte er mehr als 200 Siege in Radrennen.